# Villa Lobos
Villa Lobos   je vrsta votke koja se proizvodi u Meksiku u destileriji Licores Veracruz u Córdobi. Dobiva se peterostrukom destilacijom pšenice raži i ječma, u točno određenom omjeru. Villa Lobos je jedinstvena među svjetskim vodkama zbog toga što se s vodkom u boci nalazi i larva crva agave (Cossus redtembachi), koji je larva noćnog leptira koji živi u polupustinjskim predjelima. Izrađuje se s 45% alkohola u običnoj inačici ili u "Premium" inačici, s 55% alkohola i bez crva unutra.